# Arthrodèse

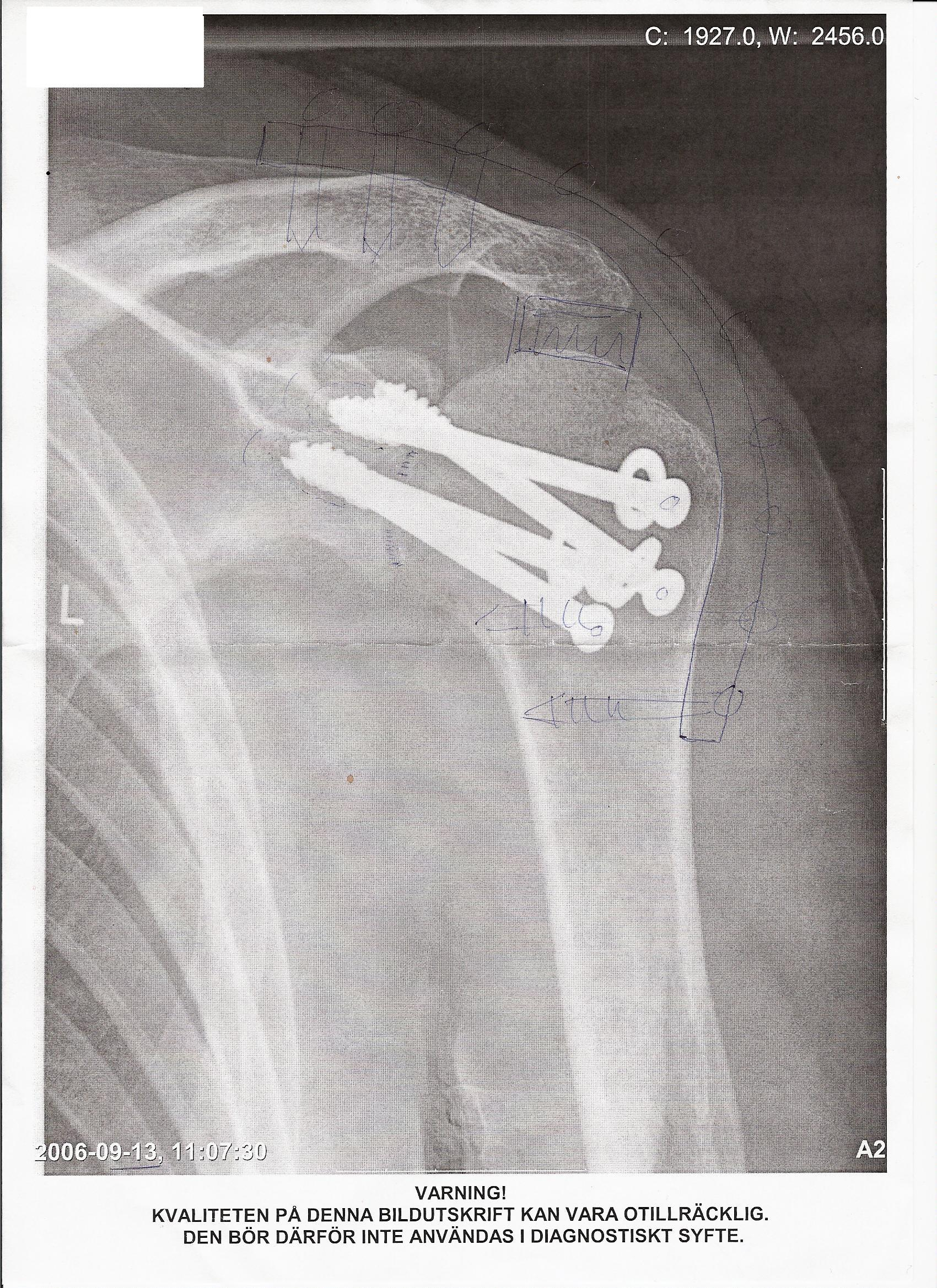
Radiographie d'une épaule ayant subi une arthrodèse

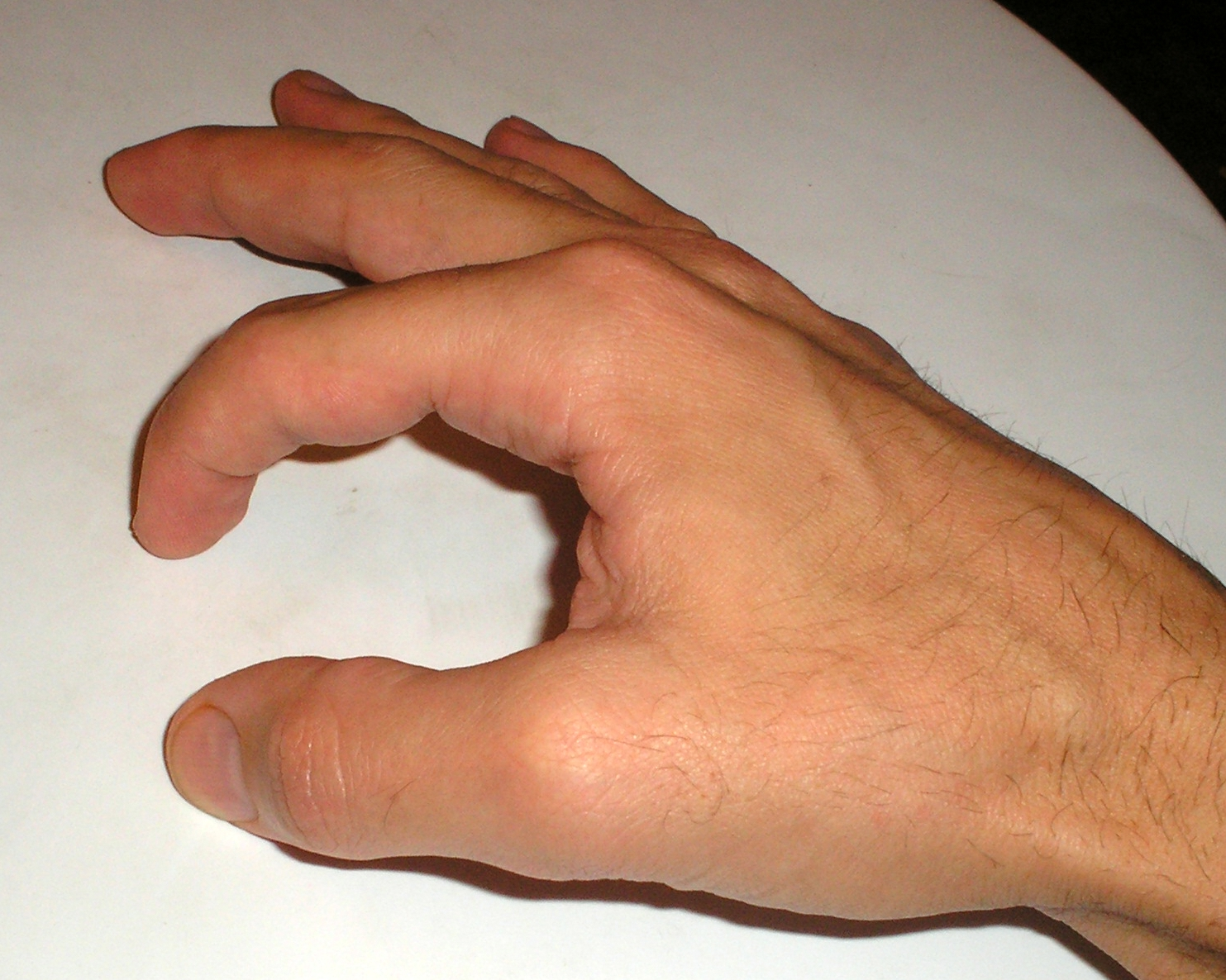
Arthrodèse sur un index d'une main droite : les articulations entre les phalanges sont abimées, le doigt a été mis en forme de crochet.

Une arthrodèse est une intervention chirurgicale destinée à bloquer une articulation lésée par l'obtention d'une fusion osseuse (en général de l'extrémité des os) dans le but de corriger une déformation ou d'obtenir l'indolence. C'est souvent une opération non réversible. L'opération inverse, qui consiste à désolidariser des os fusionnés, s'appelle une désarthrodèse.
Les sites d'arthrodèse les plus fréquents sont :
- rachis ;
- cheville ;
- poignet ;
- genou ;
- hanche.

Il est à noter que, si la pratique est relativement courante pour les petites articulations (poignet, cheville...), elle est plus rare pour les articulations plus grosses (genou, hanche...). Pour ces dernières, il est recommandé d'envisager auparavant une arthroplastie, car elle évite notamment de réduire la mobilité de l'articulation, avec toutes les conséquences que cela entraîne (usure ou inflammations des articulations voisines, fatigue, douleurs en cas d'efforts...).

## Arthrodèse de la cheville
L'arthrodèse de la cheville est souvent effectuée pour réparer cette articulation lorsqu'elle est atteinte d'arthrose, à la suite d'un accident (chirurgie post-traumatique), une usure (parfois liée à une activité professionnelle, ou une maladie dégénérative comme la poliomyélite), ou encore une malformation (pieds bots par exemple).
Elle implique la plupart du temps au moins l'astragale et le calcaneum. Suivant le nombre de fusions effectuées (et donc de degrés de liberté perdus), on parle d'arthrodèse simple, double ou triple.
L'articulation est en général bloquée en léger équin, c'est-à-dire le pied incliné vers le bas (encore que certains recommandent depuis quelque temps de la bloquer en talus).